# ペネローペ (小惑星)
ペネローペ (201 Penelope) は、小惑星帯に位置する小惑星の一つでM型小惑星に分類される。1879年8月7日にオーストリアの天文学者、ヨハン・パリサがポーラ（現クロアチア領プーラ）で発見し、彼が発見した17個目の小惑星となった。
ホメロスの『オデュッセイア』に登場するオデュッセウスの妻ペネロペ（ペーネロペー）にちなんで命名された。
2000年3月25日に関東地方で掩蔽が観測された。2018年5月22日にはおとめ座の方向にある10等級の恒星TYC 278-478-1を掩蔽しており、この掩蔽の観測により恒星の大きさが太陽の2.173倍であることが判明した。